# MMKビルコングロ・M
MMKビルコングロ・Mは、長野県松本市深志に所在する商業ビルである。

## 歴史
- 1979年 - 井上百貨店の新館・ベルモール25としてオープン。
- 2010年 - 井上がベルモール25の営業を終了、空きビルとなる。
- 2011年 - 丸善が入居し、再オープン。
- 2014年 - アニメ・漫画・ホビーを扱うサブカルチャー系店舗としては長野県最大級の文教堂JOY松本店オープン。これに伴い、丸善松本店での漫画の取り扱いが終了。
- 2017年 - 井上百貨店本店との連絡通路撤去。
- 2024年 - 文教堂JOYが撤退し、跡地に駿河屋松本店がオープン。これに伴い、丸善松本店での漫画の取り扱いが再開。

## 入居店舗
地下1階
丸善（文庫・新書、語学、洋書、人文、医学、理工、コンピュータ、社会）
1階
丸善（雑誌、文芸、文具、レジ）
代ゼミサテライン予備校SN松本校
のびマス
2階
丸善（実用、芸術、学習参考書、児童、地図、漫画）
長野丸善書店外商部
(株) エム・ケー・ケー
富岡開発(株)
3階
駿河屋松本店
4階
ザ・ダイソー松本駅前店
5階
アートネイチャー・レディースアートネイチャー

6階
HOTEL M Matsumoto

## 近隣の商業施設
- 井上百貨店本店
- アルピコプラザ（2017年9月までアリオ松本）
- MIDORI松本
- 松本パルコ
- イオンモール松本
- ハイランドシティ松本（イオン南松本店）
- イトーヨーカドー南松本店